# Mario & Sonic bei den Olympischen Spielen London 2012
Mario & Sonic bei den Olympischen Spielen London 2012, international auch bekannt als Mario & Sonic at the London 2012 Olympic Games (japanisch マリオ&ソニック AT ロンドンオリンピック, Hepburn: Mario & Sonikku at Rondon Orinpikku) ist eine Computerspiel-Sportsimulation, die von Nintendo und Sega erstmals am 15. November 2011 für Wii und am 10. Februar 2012 erstmals für Nintendo 3DS veröffentlicht wurde.
Es handelt sich hierbei um ein offiziell lizenziertes Videospiel zu den Olympischen Sommerspielen 2012, die vom 25. Juli bis 12. August 2012 in London, Großbritannien, ausgetragen wurden.
Es ist der Nachfolger von Mario & Sonic bei den Olympischen Spielen (2007 Wii, 2008 DS) und Mario & Sonic bei den Olympischen Winterspielen (2009 Wii, DS) und Vorgänger von Mario & Sonic bei den Olympischen Winterspielen Sotschi 2014 (2013 Wii U), Mario & Sonic bei den Olympischen Spielen Rio 2016 (2016 Wii U, 3DS, Arcade) und Mario & Sonic bei den Olympischen Spielen Tokyo 2020 (2019 Switch, 2020 Arcade).

## Gameplay
In Mario & Sonic bei den Olympischen Spielen London 2012 übernimmt der Spieler wahlweise die Kontrolle über einen der insgesamt 20 verschiedenen Charaktere aus dem Super-Mario- und aus dem Sonic-the-Hedgehog-Universum und versucht, in den offiziellen Disziplinen der Olympischen Sommerspiele 2012 möglichst gut abzuschneiden, um dabei Goldmedaillen zu verdienen. In jeder Disziplin wird die jeweilige Steuerung zunächst textlich und bildlich erklärt. Dabei kommt bei der Wii-Version hauptsächlich die Bewegungssteuerung der Wii-Fernbedienung und auf dem Nintendo 3DS der Touchscreen zum Einsatz.
Auf der Wii-Version gibt es den sogenannten London-Party-Modus, in dem vier Spielfiguren in Disziplinen und Missionen gegeneinander antreten und wer dabei zuerst ausreichend Sticker gesammelt hat, erhält den Gesamtsieg. Zudem kann im Bonusmodus Musik und Outfits für den Mii-Charakter freigespielt werden. Der Abenteuer-Modus ist exklusiv für die Version auf dem Nintendo 3DS. Dort gibt es eine kleine Handlung, in der Bowser und Dr. Eggman die Olympischen Spiele zu verhindern versuchen, indem sie mit einer Nebelmaschine ganz London in bunten Nebel hüllen. Mario und Sonic machen sich zu zweit auf den Weg, um die Pläne ihrer Widersacher zu vereiteln. Anders als im Abenteuer-Modus des Vorgängers Mario & Sonic bei den Olympischen Winterspielen auf dem Nintendo DS gibt es jedoch keine erkundbare Oberwelt, sondern es reihen sich permanent Storysequenzen mit Textboxen an die Disziplinen.

### Charaktere
Es kann aus zehn Charakteren der Super-Mario-Serie und zehn Charakteren der Sonic-the-Hedgehog-Serie gewählt werden, die alle über jeweils verschiedene Schwerpunkte und Attribute wie Geschwindigkeit, Kraft, Fertigkeit und Ausdauer verfügen. Die allgemeine Einteilung ist nachfolgend aufgeführt. Ausschließlich in der Wii-Version ist zudem der eigene Mii-Charakter spielbar, dessen Werte nicht angegeben werden.
| Spielbare Charaktere in Mario & Sonic 2012 | Spielbare Charaktere in Mario & Sonic 2012 | Spielbare Charaktere in Mario & Sonic 2012 |
| Klasse                                     | Super Mario Charaktere                     | Sonic the Hedgehog Charaktere              |
| ------------------------------------------ | ------------------------------------------ | ------------------------------------------ |
| Alleskönner                                | Mario                                      | Amy Rose                                   |
| Alleskönner                                | Luigi                                      | Blaze the Cat                              |
| Alleskönner                                | Bowser Jr.                                 | —                                          |
| Geschwindigkeitstypen                      | Yoshi                                      | Sonic the Hedgehog                         |
| Geschwindigkeitstypen                      | Prinzessin Daisy                           | Shadow the Hedgehog                        |
| Geschwindigkeitstypen                      | —                                          | Metal Sonic                                |
| Fertigkeitstypen                           | Prinzessin Peach                           | Miles Tails Prower                         |
| Fertigkeitstypen                           | Waluigi                                    | Dr. Eggman                                 |
| Fertigkeitstypen                           | —                                          | Silver the Hedgehog                        |
| Krafttypen                                 | Wario                                      | Knuckles the Echidna                       |
| Krafttypen                                 | Bowser                                     | Vector the Crocodile                       |
| Krafttypen                                 | Donkey Kong                                | —                                          |

Andere Charaktere, die an den Disziplinen teilnehmen, aber nicht selbst spielbar sind, werden Rivalen genannt. Auch die Schiedsrichter und Zuschauer entstammen aus den beiden Videospielserien. Außerdem aufgeführt werden Charaktere, die selbst nicht im Spiel auftauchen, jedoch die folgenden Mii-Outfits auf ihnen basieren. Darüber hinaus sind Dr. Eggmans Roboter Orbot und Cubot ohne spezifische Rolle im Spiel vertreten.
| Nicht-spielbare Charaktere in Mario & Sonic 2012                                                                         | Nicht-spielbare Charaktere in Mario & Sonic 2012                                | Nicht-spielbare Charaktere in Mario & Sonic 2012                                           | Nicht-spielbare Charaktere in Mario & Sonic 2012 |
| Rivalen | Schiedsrichter                                                                  | Zuschauer                                                                                  | Mii-Outfits |
| --- | ------------------------------------------------------------------------------- | ------------------------------------------------------------------------------------------ | --- |
| - Birdo - König Buu-Huu - Knochentrocken - Knochen-Bowser - Dr. Eggman Nega - Rouge the Bat - E-123 Omega - Jet the Hawk | - Toad - Lakitu - Shy Guy - Espio the Chameleon - Charmy Bee - Cream the Rabbit | - Toad - Gumba - Koopa - Shy Guy - Omochao - Chao - Tiere - Flicky - Picky - Pecky - Cucky | - Diddy Kong - Koopalinge - Big the Cat - Tikal the Echidna - Wave the Swallow - Storm the Albatross - Marine the Raccoon - Chip - Emerl - Egg Pawn - Super Sonic - Sonic the Werehog - Wenlock |

### Disziplinen
Die verfügbaren Disziplinen unterscheiden sich je nach Version. So ist beispielsweise Stufenbarren oder Mannschaftsverfolgung nur auf der Wii vorhanden, während eine Großzahl anderer Disziplinen, darunter Gewichtheben oder Triathlon, nur auf dem Nintendo 3DS spielbar ist. Neben den offiziellen Disziplinen verfügt die Wii-Version über zehn sogenannte Traumdisziplinen. Diese lockern den Bezug zu den realen Spielen deutlich und bringen verstärkt Elemente aus den beiden Videospielserien mit ein, beispielsweise beim Hürdenlauf mit Itemboxen aus Mario Kart oder Booststreifen aus den Sonic-Spielen, während die 3DS-Version erstmals keine Traum-Disziplinen enthält. Alle im Spiel vorhandenen Disziplinen sind nachfolgend aufgelistet.
| Sportart            | Disziplinen Wii-Version        | Disziplinen 3DS-Version      |
| ------------------- | ------------------------------ | ---------------------------- |
| Leichtathletik      | 100-Meter-Lauf                 | 1500-Meter-Lauf              |
| Leichtathletik      | 4-mal-100-Meter-Staffel        | 4-mal-100-Meter-Staffel      |
| Leichtathletik      | 110-Meter-Hürdenlauf           | 100-Meter-Hürdenlauf         |
| Leichtathletik      | Weitsprung                     | 110-Meter-Hürdenlauf         |
| Leichtathletik      | Speerwurf                      | 3000-Meter-Hindernis         |
| Leichtathletik      | Hammerwurf                     | 20-km-Gehen                  |
| Leichtathletik      | Diskuswurf                     | Marathonlauf                 |
| Leichtathletik      | Weitsprung                     |                              |
| Leichtathletik      | Dreisprung                     |                              |
| Leichtathletik      | Stabhochsprung                 |                              |
| Leichtathletik      | Speerwurf                      |                              |
| Leichtathletik      | Hammerwurf                     |                              |
| Leichtathletik      | Kugelstoßen                    |                              |
| Turnen              | Trampolinturnen                | Trampolinturnen              |
| Turnen              | Rhythmische Sportgymnastik     | Rhythmische Sportgymnastik   |
| Turnen              | Stufenbarren                   | Reck                         |
| Turnen              | Schwebebalken                  |                              |
| Turnen              | Bodenturnen                    |                              |
| Turnen              | Ringeturnen                    |                              |
| Wassersport         | 100-Meter-Freistil             | 100-Meter-Freistil           |
| Wassersport         | Synchronschwimmen              | 100-Meter-Rücken             |
| Wassersport         | 100-Meter-Brustschwimmen       |                              |
| Wassersport         | Synchronschwimmen Duett        |                              |
| Wassersport         | Synchronschwimmen Team         |                              |
| Wassersport         | 10-Kilometer-Marathonschwimmen |                              |
| Wassersport         | Wasserball                     |                              |
| Hof-und-Feld-Spiele | Fußball                        | Fußball                      |
| Hof-und-Feld-Spiele | Beachvolleyball                | Beachvolleyball              |
| Hof-und-Feld-Spiele | Tischtennis Doppel             | Tischtennis Doppel           |
| Hof-und-Feld-Spiele | Badminton Doppel               | Badminton Doppel             |
| Hof-und-Feld-Spiele | Badminton Einzel               |                              |
| Hof-und-Feld-Spiele | Tennis                         |                              |
| Hof-und-Feld-Spiele | Handball                       |                              |
| Hof-und-Feld-Spiele | Basketball                     |                              |
| Hof-und-Feld-Spiele | Hockey                         |                              |
| Bahnradsport        | Mannschaftsverfolgung          | BMX                          |
| Bahnradsport        | Sprint                         |                              |
| Bahnradsport        | Keirin                         |                              |
| Bahnradsport        | Omnium                         |                              |
| Sportschießen       | 50-Meter-Schnellfeuerpistole   | 25-Meter-Schnellfeuerpistole |
| Sportschießen       | Bogenschießen Einzel           |                              |
| Sportschießen       | Bogenschießen Teams            |                              |
| Bootsport           | Kanurennsport 1000-Meter       | Kanuslalom                   |
| Bootsport           | 1000-Meter Kajak Einzel        |                              |
| Bootsport           | Rudern Doppelvierer            |                              |
| Bootsport           | Segeln                         |                              |
| Kampfsport          | Degenfechten                   | Degenfechten                 |
| Kampfsport          | Boxen                          |                              |
| Kampfsport          | Wrestling                      |                              |
| Kampfsport          | Judo                           |                              |
| Kampfsport          | Taekwondo                      |                              |
| Reitsport           | Springreiten                   | Springreiten                 |
| Gewichtheben        | —                              | Gewichtheben                 |
| Mehrkampf           | —                              | Moderner Fünfkampf           |
| Mehrkampf           | —                              | Triathlon                    |
| Traumdisziplinen    | Traum-Hürdenlauf               | —                            |
| Traumdisziplinen    | Traum-Weitsprung               | —                            |
| Traumdisziplinen    | Traum-Diskuswurf               | —                            |
| Traumdisziplinen    | Traum-Trampolin                | —                            |
| Traumdisziplinen    | Traum-Stufenbarren             | —                            |
| Traumdisziplinen    | Traum-Sprint                   | —                            |
| Traumdisziplinen    | Traum-Fechten                  | —                            |
| Traumdisziplinen    | Traum-Springreiten             | —                            |
| Traumdisziplinen    | Traum-Rafting                  | —                            |
| Traumdisziplinen    | Traum-Weltraumflug             | —                            |

## Synchronisation
Während die Stimmen der Super-Mario-Charaktere im Spiel unabhängig von der Region identisch sind, verfügt Mario & Sonic bei den Olympischen Spielen London 2012 über englische und japanische Sprachausgabe der Sonic-Charaktere, welche denen vorheriger Sonic-Spiele entsprechen und größtenteils daraus wiederverwendet wurden. Die europäische Version enthält dabei die englische Sprachausgabe.
| Synchronsprecher in Mario & Sonic 2012 | Synchronsprecher in Mario & Sonic 2012 | Synchronsprecher in Mario & Sonic 2012 |
| Figur im Spiel                         | Englischer Synchronsprecher            | Japanischer Synchronsprecher           |
| -------------------------------------- | -------------------------------------- | -------------------------------------- |
| Mario                                  | Charles Martinet                       | Charles Martinet                       |
| Luigi                                  | Charles Martinet                       | Charles Martinet                       |
| Wario                                  | Charles Martinet                       | Charles Martinet                       |
| Waluigi                                | Charles Martinet                       | Charles Martinet                       |
| Gumba                                  | Charles Martinet                       | Charles Martinet                       |
| Yoshi                                  | Kazumi Totaka                          | Kazumi Totaka                          |
| Birdo                                  | Kazumi Totaka                          | Kazumi Totaka                          |
| Prinzessin Peach                       | Samantha Kelly                         | Samantha Kelly                         |
| Toad                                   | Samantha Kelly                         | Samantha Kelly                         |
| Prinzessin Daisy                       | Deanna Mustard                         | Deanna Mustard                         |
| Bowser                                 | Kenny James                            | Kenny James                            |
| Knochenbowser                          | Kenny James                            | Kenny James                            |
| Bowser Jr.                             | Caety Sagoian                          | Caety Sagoian                          |
| Donkey Kong                            | Takashi Nagasako                       | Takashi Nagasako                       |
| Kamek                                  | Atsushi Masaki                         | Atsushi Masaki                         |
| Lakitu                                 | Kenny James                            | Kenny James                            |
| Buu Huu                                | Sanae Susaki                           | Sanae Susaki                           |
| König Buu Huu                          | Toru Asakawa                           | Toru Asakawa                           |
| Knochentrocken                         | Toru Asakawa                           | Toru Asakawa                           |
| Sonic the Hedgehog                     | Roger Craig Smith                      | Jun'ichi Kanemaru                      |
| Miles Tails Prower                     | Kate Higgins                           | Ryō Hirohashi                          |
| Knuckles the Echidna                   | Travis Willingham                      | Nobutoshi Canna                        |
| Amy Rose                               | Cindy Robinson                         | Taeko Kawata                           |
| Dr. Eggman                             | Mike Pollock                           | Chikao Ōtsuka                          |
| Dr. Eggman Nega                        | Mike Pollock                           | Chikao Ōtsuka                          |
| Shadow the Hedgehog                    | Kirk Thornton                          | Kōji Yusa                              |
| Orbot                                  | Kirk Thornton                          | Mitsuo Iwata                           |
| Cubot                                  | Wally Wingert                          | Wataru Takagi                          |
| Silver the Hedgehog                    | Quinton Flynn                          | Daisuke Ono                            |
| Blaze the Cat                          | Laura Bailey                           | Nao Takamori                           |
| Omochao                                | Laura Bailey                           | Etsuko Kozakura                        |
| Vector the Crocodile                   | Keith Silverstein                      | Kenta Miyake                           |
| Espio the Chameleon                    | Troy Baker                             | Yūki Masuda                            |
| Charmy Bee                             | Colleen O’Shaughnessey                 | Yōko Teppōzuka                         |
| Cream the Rabbit                       | Michelle Ruff                          | Sayaka Aoki                            |
| Rouge the Bat                          | Karen Strassman                        | Rumi Ochiai                            |
| E-123 Omega                            | Vic Mignogna                           | Taiten Kusunoki                        |
| Big the Cat                            | Kyle Hebert                            | Takashi Nagasako                       |
| Jet the Hawk                           | Michael Yurchak                        | Daisuke Kishio                         |
| Chao                                   | Tomoko Sasaki                          | Tomoko Sasaki                          |

## Rezeption
Mario & Sonic bei den Olympischen Spielen London 2012 erhielt gemischte Wertungen, meist weniger positiv als der direkte Vorgänger Mario & Sonic bei den Olympischen Winterspielen.
Computer Bild meinte zu dem Spiel, dass  die 2012er-Auflage der „bis jetzt beste und umfangreichste Teil der Serie“ sei. Die Zeitung zählte das Spiel zu den besten Wii-Spielen des Jahres 2011.

„London 2012 ist ein gelungenes Spaßsportspiel, das sich als rundum familientauglich erweist, mich aber nicht zu Jubelarien hinzureißen vermag. Das Disziplinen-Sortiment ist einfalls- und umfangreicher besetzt als vor vier Jahren, allerdings sind einige Traum-Varianten recht beliebig und ein paar Teamsportarten wie etwa Fußball nicht so dynamisch wie erhofft – der winterliche Vorgänger war in diesen Aspekten besser. Löblich finde ich, dass alles auf Wunsch nur mit der Remote gespielt werden kann und alle Disziplinen von Beginn an wählbar sind – das macht es leichter, launige Mehrspieler-Runden auf die Beine zu stellen. Dass im Gegenzug jedoch kein Turnier-Modus existiert und sich die „London-Party“ als leidlich spannender Mario Party-Verschnitt mit hohem Zufallsfaktor entpuppt, ist vor allem für Solisten schade. Trotzdem: Wer die Vorgänger mochte, erhält hier den erwartet guten Nachschub. Routinierte Sportspiel-Sammlung mit hübscher Inszenierung: Mehr Disziplinen steht ein etwas schlapper Party-Modus gegenüber.“

„Wie in den Vorgängern gefallen mir auch im neuesten Mario & Sonic die Traum-Disziplinen und die Mannschaftssportarten am besten. Wenn dann noch ein paar Freunde mit am Start sind, spielt London 2012 seine Trümpfe aus! Der brandneue London-Party-Modus mit seinen vielen Minispielchen ist eine sehr coole Idee, die das Olympische Gipfeltreffen der Videospiele-Superstars sowohl für Solisten als auch gesellige Spielernaturen noch unterhaltsamer macht. Ebenso wie die Online-Ranglisten und die freischaltbaren Extras sorgt die London Party für Spaß auf Dauer!“

„Alleine hätte das Spiel eine Wertung von 6 verdient, mit Freunden verdient das Spiel eine 8. Fast hätte es auch unseren Spiele-Hit erhalten, wäre nur die Steuerung nicht so gefühllos und käme der Spaß alleine nicht so verdammt kurz. Die lustigen Traumdisziplinen und besonders die beiden olympischen Varianten von Fußball und Beach-Volleyball reichen aber schon für einen gelungenen Partyabend mit guten Freunden. Links ein Getränk in der Hand, rechts die Wii-Remote und los geht der kurzweilige Partyhit. Wer dann alles mit den Kumpeln durchgezockt hat, steigt noch in den abgespeckten Mario Party-Modus „London-Party“ ein. Mario & Sonic bei den olympischen Spielen wird jedes Jahr ein Stückchen besser. Die Steuerung wird simpler, die Technik ist endlich rund und der Umfang stimmt auch. Beim nächsten Mal wünsche ich mir eine Wii U-Fassung mit einem ordentlichen Onlinemodus. Dann klappt´s auch mit dem ntower Spiele-Hit.“

Von der Wii-Version  wurden 2,4 Millionen Exemplare in den ersten zwei Monaten nach Veröffentlichung in Europa und Nordamerika verkauft.